# Нижне-Волжский трубный завод
Нижне-Волжский трубный завод — металлургическое предприятие города Волжского (Волгоградская область), образованное путём объединения АО «Трубного завода „Профиль-Акрас“ им. В. В. Макарова», ООО «Производственной компании „ДИА“» и Волжского трубопрофильного завода, входящее в пятёрку ведущих трубных мини-заводов России.

## Ключевые даты
- 23.01.2019 — объединение ООО «ПК ДИА» и АО «Трубный завод „Профиль-Акрас“ им. Макарова В. В.» Организация получила название — ООО «Объединенная Компания „Акрас ДИА“»
- 01.04.2020 — объединение ООО «ОК „Акрас ДИА“» и ООО «Волжский Трубопрофильный Завод»
- 25.05.2020 — смена фирменного наименования организации с ООО «Объединенная компания „Акрас ДИА“» на ООО Производственное Объединение Нижне-Волжский Трубный Завод[3].
- апрель 2021 — Северсталь приобрела 20 % доли[4] ООО "Производственного объединения «Нижне-Волжский Трубный завод»
- май 2022 — открытие дистрибуционной сети[5] в Южном федеральном округе (Ростов-на-Дону, Краснодар, Ставрополь, Волгоград), в Центральном федеральном округе (Москва, Воронеж, Белгород, Липецк), в Приволжском федеральном округе (Нижний Новгород, Пенза).

## Производственные мощности
- Россия, Волгоградская область, г. Волжский, ул. Александрова 95[источник не указан 614 дней]
- Россия, Волгоградская область, г. Волжский, ул. Александрова 71[источник не указан 614 дней]
- Россия, Волгоградская область, г. Волжский, ул. Портовая 16/3[источник не указан 614 дней]
- Россия, г. Ставрополь, ул. Кулакова 18[источник не указан 614 дней]

## Объём выпуска продукции
- 2021 год — 376 000 тонн
- 2022 год — 422 000 тонн

## Собственники предприятия
- Зимовец Владимир Григорьевич[6]
- Джафарова Наталья Викторовна[7]
- Кокорин Олег Валерьевич[источник не указан 614 дней]
- Краснов Юрий Владимирович[источник не указан 614 дней]
- Северсталь[источник не указан 614 дней]

## Директора завода
- 18.01.2019 — 20.07.2021 — Зимовец Максим Владимирович[8]
- 21.07.2021 — 15.11.2022 — Колесников Юрий Викторович[источник не указан 614 дней]
- с 16.11.2022 — Краснов Юрий Владимирович[источник не указан 614 дней]